# Montauri
Montauri es un municipio brasileño del estado de Río Grande del Sur.
Se encuentra ubicado a una latitud de 28º39'07" Sur y una longitud de 52º04'12" Oeste, estando a una altitud de 449 metros sobre el nivel del mar. Su población estimada para el año 2004 era de 1.632 habitantes.
Según datos del Instituto Brasileño de Geografía y Estadística (IBGE), Montauri fue la única ciudad brasileña, donde la totalidad de su población se dice de raza blanca.
Ocupa una superficie de 70,664 km².
- Datos: Q1757423
- Multimedia: Montauri / Q1757423